# Paroödectes feisti
Paroödectes era un mammifero carnivoro estinto appartenente alla famiglia dei miacidi, i primi esponenti dell'ordine dei Carnivori. È vissuto nel medio Eocene (49 milioni di anni fa) in Germania.

## Pozzo di Messel
il Pozzo di Messel, vicino a Francoforte, è rinomato per la conservazione quasi perfetta dei fossili che vi si ritrovano. Da oltre 100 anni il sito della cava era stato scavato per i suoi scisti bituminosi, o "lignite", come viene comunemente chiamato. Circa 49 milioni di anni fa, durante il medio Eocene, l'area di Messel era un ambiente paludoso formato da un lago di acqua dolce, con una flora e fauna ricca e diversificata. Fioriture stagionali di alghe avrebbero reso stagnante l'acqua del lago. Se un animale morto fosse caduto in acqua, il suo corpo sarebbe potuto finire indisturbato nel fondo del lago, impoverito di ossigeno e protetto dal bitume. Uno strato sottile di alghe morte avrebbe coperto l'organismo preservandolo in sottili strati di scisto. Il risultato è la conservazione senza precedenti di parti dell'animale raramente conservate come pelliccia, piume, e contenuto intestinale. Il pozzo di Messel offre uno scorcio quasi completo di quell'antico ecosistema e dei mammiferi, uccelli, rettili, anfibi, pesci, insetti e piante che hanno abitato la Germania 49 milioni di anni fa.

## Anatomia
Paroödectes aveva le dimensioni di gatto e la struttura ossea di uno arrampicatore di alberi. La lunga coda serviva a dargli equilibrio per saltare da un ramo all'altro, mentre i lunghi metatarsi delle dita di mani e piedi sicuramente servivano nell'arrampicata e per afferrare rami. Lo scafoide lunare è distinto da quello centrale. Paroödectes probabilmente cacciava tra i rami degli alberi prede come insetti, roditori e piccole scimmie.
La morfologia dentale dell'animale è molto simile a quella del genere americano Oödectes, ritrovato nel bacino Bridger (Bridgeriano), mentre non dimostra alcuna somiglianza con le altre specie europee. Anche la struttura postcraniale dello scheletro mostra grande affinità con le specie americane dei Miacidi. Le differenze derivano dalle proporzioni lunghezza/altezza del cranio e dal rapporto tra la lunghezza delle vertebre della colonna e la lunghezza degli arti. A differenza di altre specie, la clavicola è ancora esistente e ben sviluppata. Lo scafoide lunare è distinto da quello centrale. Alcune caratteristiche morfologiche lo avvicinano ancora ai Viverridi e anticipano adattamenti realizzati poi dai procionidi.
Si conosce un'unica specie di Paroödectes, denominata P. feisti. Il fossile è stato trovato dal collezionista privato Otto Feist nel 1974 ed è stato poi descritto nel 1980 dal ricercatore Rainer Springhorn.